# Pierre Laleu
Pierre Laleu (* in Frankreich) ist ein ehemaliger französischer Rallye-Raid-Fahrer und Gewinner der Rallye Dakar in der LKW-Klasse.

## Karriere
Laleu nahm seit 1982 an der Rallye Dakar teil. Bei der Rallye Dakar 1982 wurde er Zweiter in der LKW-Klasse auf Unimog 1300L und Sieger bei der Rallye Dakar 1984 auf Mercedes-Benz 1936 AK. Zur Rallye Dakar 1985 schied er, ebenfalls auf Mercedes-Benz 1936 AK, vorzeitig aus. Bei der Rallye Dakar 1987 erreichte er den 74. Gesamtplatz der Autos und LKW, bei der Rallye Dakar 1988 den 100. Gesamtplatz der Autos und LKW und bei der Rallye Dakar 1990 den 83. Gesamtplatz der Autos und LKW.